# NGC 5102
NGC 5102 في الفهرس العام الجديد، هي مجرة، تقع في كوكبة الشجاع. اكتشفت في 28 مارس 1786 بواسطة ويليام هيرشل.

## قياسات المسافة
تم استخدام تقنيتين على الأقل لقياس المسافة إلى NGC 5102. تقوم تقنية قياس مسافة تقلبات سطوع السطح بتقدير المسافات إلى المجرات الحلزونية بناءً على حبيبات مظهر الانتفاخات. المسافة المقاسة لـ NGC 5102 باستخدام هذه التقنية هي 13.0 ± 0.8 مليون سنة ضوئية (أي 4.0 ± 0.2 Mpc). ومع ذلك ، فإن NGC 5102 قريبة بدرجة كافية بحيث يمكن استخدام طريقة رأس الفرع الأحمر العملاق (TRGB) لتقدير المسافة. المسافة المقدرة إلى NGC 5102 باستخدام هذه التقنية هي 11.1 ± 1.3 مليون سنة ضوئية (3.40 ± 0.39 Mpc). ولكن NGC 5102 قريب to NGC 5102تقنية usingوتقدير بعده بهذه التقنية تعادل 11.1 ± 1.3 مليون سنة ضوئية أو (3.40 ± 0.39 مليون فرسخ فلكي).
</ref> .

## روابط خارجية
- NGC 5102 على موقع ويكي سكاي: DSS2, SDSS, GALEX, IRAS, Hydrogen α, X-Ray, Astrophoto, Sky Map, Articles and images